# Glycinde trifida
Glycinde trifida är en ringmaskart som först beskrevs av McIntosh 1885.  Glycinde trifida ingår i släktet Glycinde och familjen Goniadidae.
Artens utbredningsområde är havet kring Nya Zeeland. Inga underarter finns listade i Catalogue of Life.